# Уснея
Уснея (Usnea) — рід лишайників родини Пармелієві.

## Опис
Слань (талом) усней звисаюча або стеляна за субстратом, нитчасто-руниста, рясно розгалужена, що формою нагадує густу бороду, звідси й часто розповсюджена назва — уснея бородата (beard lichen). Сірувато-блідо-зеленого (жовтувато-зеленого) кольору, довжиною до 1-2 метрів, залежно від виду. Гілочки слані округлі, жорсткі, розгалужені, сильно витягнуті, на кінцях волосовидні, вкриті дрібними загостреними або напівкруглими в перетині сосочками і соредіозними горбиками. Краєчки гілок тонкі, волосоподібні.
У верхній частині слані, на вершинках горбків, рідше на поверхні гілок розвиваються соредії — утворення, за допомогою яких рослина розмножується. Соредії білі, порошкоподібні або зернисті, зазвичай рясні, овальної чи округлої форми, завжди з голчастими виростами — ізідами. Відриваючись від слані та потрапляючи у сприятливі умови, ізіди і соредій розростаються в нові слані. Плодові тіла — апотецій — розвиваються рідко, розмноження найчастіше відбувається вегетативно: соредій, ізіди і фрагментами слані.
Уснея — не паразит, цей лишайник використовує дерево, в основному, як опору. Всі види цього роду — епіфіти, вони використовують фотосинтез для отримання поживних речовин і енергії, а вологу отримують з атмосферних опадів та повітря.

## Поширення
Виростають на стовбурах і гілках хвойних, рідше — листяних порід, у різних кліматичних зонах, але особливо розповсюджені в помірній лісовій зоні. Головна умова для розвитку — чисте, не забруднене повітря, тому поблизу міст лишайник не зустрінеш.

## Види
База даних Species Fungorum станом на 21.11.2019 налічує 115 видів роду Usnea:
- Usnea acromelana Stirt., 1898
- Usnea alboverrucata G.N.Stevens, 1999
- Usnea amblyoclada (Müll.Arg.) Zahlbr., 1930
- Usnea angulata Ach., 1814
- Usnea antarctica Du Rietz, 1926
- Usnea aranea Truong & P.Clerc, 2016
- Usnea articulata (L.) Hoffm., 1796
- Usnea aurantiaciparvula A.Gerlach & P.Clerc, 2017
- Usnea austrocampestris Øvstedal, 2012
- Usnea bismolliuscula Zahlbr., 1930
- Usnea boomiana P.Clerc, 2015
- Usnea brattiae P.Clerc, 2007
- Usnea cavernosa Tuck., 1850
- Usnea cedrosiana P.Clerc, 2007
- Usnea ceratina Ach., 1810
- Usnea chaetophora Stirt., 1883
- Usnea cirrosa Motyka, 1937
- Usnea clerciana Truong, 2016
- Usnea confusa Asahina, 1956
- Usnea cornuta Körb., 1859
- Usnea crenulata Truong & P.Clerc, 2013
- Usnea crocata Truong & P.Clerc, 2011
- Usnea cylindrica P.Clerc, 2011
- Usnea diplotypa Vain., 1930
- Usnea effusa G.N.Stevens, 1999
- Usnea elata Motyka, 1936
- Usnea elixii G.N.Stevens, 1991
- Usnea esperantiana P.Clerc, 1992
- Usnea exigua J.M.Rodr. & P.Clerc, 2011
- Usnea filipendula Stirt., 1881
- Usnea firmula (Stirt.) Motyka, 1936
- Usnea flammea Stirt., 1881
- Usnea flavocardia Räsänen, 1936
- Usnea flavorubescens Truong & P.Clerc, 2012
- Usnea fleigiae A.Gerlach & P.Clerc, 2017
- Usnea florida (L.) Weber ex F.H.Wigg., 1780
- Usnea floriformis C.W.Dodge, 1948
- Usnea foveata Vain., 1928
- Usnea fragilescens var.fragilescens Hav. ex Lynge, 1921
- Usnea fulvoreagens (Räsänen) Räsänen, 1935
- Usnea galapagona Truong & P.Clerc, 2011
- Usnea geissleriana P.Clerc, 2006
- Usnea glabrata (Ach.) Vain., 1915
- Usnea glabrescens (Nyl. ex Vain.) Vain., 1925
- Usnea glauca Motyka, 1930
- Usnea grandisora Truong & P.Clerc, 2011
- Usnea grandispora A.Gerlach & P.Clerc, 2017
- Usnea himantodes Stirt., 1883
- Usnea hirta (L.) Weber ex F.H.Wigg., 1780
- Usnea inermis Motyka, 1936
- Usnea kalbiana A.Gerlach & P.Clerc, 2017
- Usnea krogiana P.Clerc, 2006
- Usnea lambii (Imshaug) Wirtz & Lumbsch, 2011
- Usnea lapponica Vain., 1925
- Usnea leana Bungartz, Truong & Herrera-Camp., 2018
- Usnea lutii J.M.Rodr. & P.Clerc, 2011
- Usnea macaronesica P.Clerc, 2006
- Usnea maculata Stirt., 1882
- Usnea marivelensis (Vain.) Motyka, 1937
- Usnea mayrhoferi Herrera-Camp., Bungartz, Truong & P.Clerc, 2018
- Usnea mekista (Stirt.) G.Awasthi, 1985
- Usnea messutiae Wirtz & Lumbsch, 2011
- Usnea molliuscula subsp.molliuscula Stirt., 1883
- Usnea myrmaiacaina P.Clerc, 2007
- Usnea nidifica Taylor, 1847
- Usnea nidulifera Motyka, 1937
- Usnea oncodeoides G.N.Stevens, 1999
- Usnea oncodes Stirt., 1881
- Usnea oreophila A.Gerlach & P.Clerc, 2019
- Usnea pacificana Halonen, 2000
- Usnea pallidocarpa Wirtz & Lumbsch, 2011
- Usnea parafloridana K.Mark, S.Will-Wolf & T.Randlane, 2016
- Usnea patriciana Bungartz, Herrera-Camp. & P.Clerc, 2018
- Usnea pendulina Motyka, 1936
- Usnea perplexans Stirt., 1881
- Usnea praetervisa (Asahina) P.Clerc, 2004
- Usnea propagulifera C.W.Dodge, 1948
- Usnea pulvinata Fr., 1846
- Usnea pycnoclada Vain., 1909
- Usnea pygmoidea (Asahina) Y.Ohmura, 2001
- Usnea quasirigida Lendemer & I.I.Tav., 2003
- Usnea ramulosissima G.N.Stevens & R.W.Rogers, 1979
- Usnea roseola Vain., 1921
- Usnea rubicunda var.rubicunda Stirt., 1881
- Usnea rubricornuta Truong & P.Clerc, 2011
- Usnea rubriglabrata Truong & P.Clerc, 2016
- Usnea rubrotincta Stirt., 1881
- Usnea sanguinea Swinscow & Krog, 1979
- Usnea saxidilatata J.M.Rodr. & P.Clerc, 2011
- Usnea scabrata Nyl., 1875
- Usnea scabrida subsp.elegans (Stirt.) G.N.Stevens, 1992
- Usnea silesiaca Motyka, 1930
- Usnea subalpina G.N.Stevens, 1999
- Usnea subaranea Truong & P.Clerc, 2016
- Usnea subcapillaris (D.J.Galloway) F.J.Walker, 1985
- Usnea subcomplecta Truong, P.Clerc & Herrera-Camp., 2018
- Usnea subcornuta Stirt., 1881
- Usnea subdasaea Truong & P.Clerc, 2011
- Usnea subeciliata (Motyka) Swinscow & Krog, 1979
- Usnea subflammea P.Clerc, 2006
- Usnea subflaveola Truong & P.Clerc, 2013
- Usnea subfloridana Stirt., 1882
- Usnea subglabrata Truong & P.Clerc, 2015
- Usnea subparvula A.Gerlach & P.Clerc, 2017
- Usnea subrubicunda P.Clerc, 2011
- Usnea subscabrosa Nyl. ex Motyka, 1937
- Usnea tamborensis (Hepp) Motyka, 1938
- Usnea taylorii Hook.f. & Taylor, 1844
- Usnea torulosa var.aurescens (Motyka) G.N.Stevens, 1999
- Usnea trachycarpa (Stirt.) Müll.Arg., 1889
- Usnea ushuaiensis (I.M.Lamb) Wirtz, Printzen & Lumbsch, 2008
- Usnea viktoriana P.Clerc & Otte, 2018
- Usnea vrieseana Mont. & Bosch, 1856
- Usnea wasmuthii Räsänen, 1931
- Usnea xanthopoga Nyl., 1876